# سراسر شب (فیلم ۱۳۹۶)
سراسر شب فیلمی به کارگردانی فرزاد مؤتمن، تهیه‌کنندگی جواد نوروزبیگی و نویسندگی زامیاد سعدوندیان و فرزاد مؤتمن محصول سال ١٣٩۶ است.

## خلاصه فیلم
«مهتا» (الناز شاکردوست)برای یافتن ردی از «داوود مرادی» (امیر جعفری) که آخرین فرد مرتبط با خواهرش مریم، پیش از خواب طولانی مدتش بوده به محل زندگی داود می‌رود تا پاسخی برای سوالاتش پیدا کند…

## بازیگران
| بازیگر           | نقش            |
| ---------------- | -------------- |
| الناز شاکردوست   | مهتا/مریم      |
| امیر جعفری       | داوود مرادی    |
| آزاده صمدی       | شهره           |
| مهدی سلطانی      | شریفیان        |
| سینا حجازی       | علی نامور      |
| افسانه چهره آزاد | طناز           |
| امیرحسام شجاعی   | امیر           |
| احمدرضا هاشمی    | کارمند شریفیان |